# Бриссаго
Бриссаго (итал. Brissago) — коммуна на юге Швейцарии. Расположена в италоязычном кантоне Тичино.

## География
Коммуна Бриссаго находится на северо-западном берегу озера Лаго-Маджоре, к юго-западу от городков Ронко-сопра-Аскона и Аскона, на границе с Италией. В состав её входят поселения Бассуно, Каччо, Кадоньо, Картонья, Корте, Гадеро, Инчелла, Мадонна-ди-Понте, Неведоне, Новеледо, Пьяцца, Пьодина, Порта, Россорино, Мергуджо. Мергуджо находится на высоте 1.037 м, это наиболее высоко расположенное поселение. Наивысшая точка — гора Гридоне (2.188 м), расположена на границе с Италией.
Одной из важных достопримечательностей коммуны является острова Бриссаго, на которых находится известный ботанический сад. Благодаря мягкому климату в нём произрастают около 1.500 различных видов растений, в том числе пальмы, бамбук и эвкалипты. Ботанический сад Бриссаго был основан в 1885 году баронессой Антуанеттой де Сен-Леже. Позднее острова были куплены немецкой семьёй крупных торговцев во главе с миллионером Максом Эмденом, который в 1927 году реконструировал сад.

## История
Впервые упоминается в письменных источниках в 1289 году как Brixago, по другим сведениям — в 1142 году как Bresago. В XIII столетии являлась самостоятельной административной единицей со своим коммунальным правом, главой (консоли), судом и конституцией. С 1342 по 1798 год управлялась подестой из рода Орелли, назначаемым Миланом. В 1520 году Бриссаго был провозглашён независимой республикой, однако уже через год подпал под власть Швейцарской конфедерации, сохранив при этом значительную часть автономии. В XVI веке здесь разгорается борьба между фамилиями Бачиоччи и Ринальди, на службе у которых находились группы наёмников и грабителей из Милана, что способоствовало распространению бандитизма в этой местности и делало судоходство по Лаго-Маджоре небезопасным. Кровопролитные стычки завершились вмешательством Испании, уладившей конфликт в 1597 году. Окончательно вошёл в состав Швейцарии (тогда Гельветической республики) в 1803 году как часть кантона, сперва — Лугано, а затем — Тичино. В 1856 году в Бриссаго была открыта сигаретная фабрика. После образования на севере Италии в 1943 году фашистской «Республики Сало» в Бриссаго бежали многие оппозиционно настроенные итальянцы.